# 둔지산

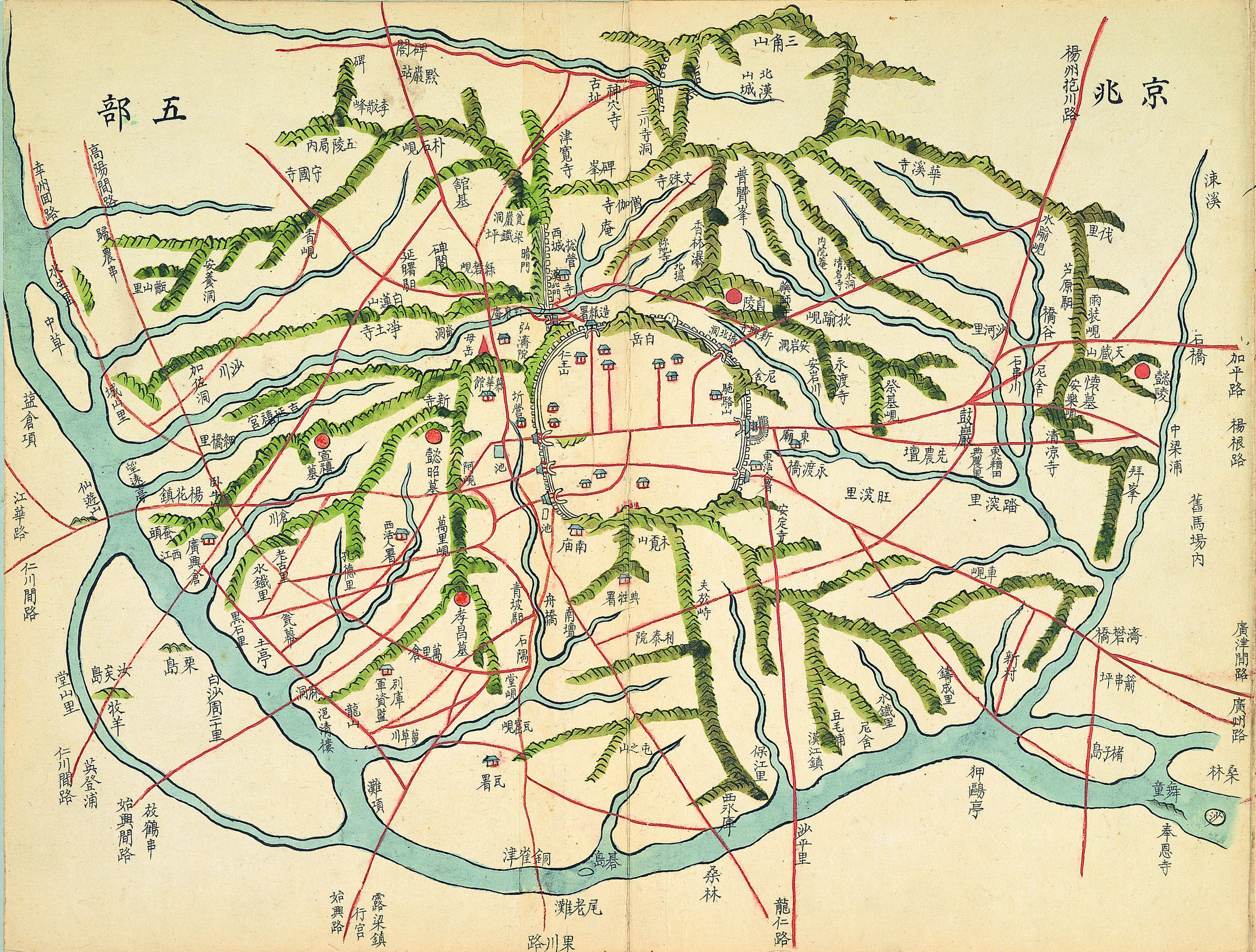
경조오부도의 둔지산 (屯之山)

둔지산(屯之山)은 대한민국 서울특별시 용산구 이태원동과 용산동에 걸쳐있는 산이다. 현재 용산기지 내에 위치하고 있다. 정상부의 높이는 약 65m이고 그 외 구릉지의 높이는 약 48m 정도이다.

## 지명
"둔지"(屯地)라는 명칭의 유래에 대한 다양한 가설이 존재하나, 정확히 밝혀진 내용은 없다. 조선시대에 용산 일대의 군량을 조달하기 위해 이 지역에 둔전(屯田)에서 유래하였다는 이야기가 있으나, 이는 둔지산 일대에 둔전이 없으나 이러한 이름이 붙었다는 두운지정기의 내용과는 배치된다. 이외에도, 둔지의 뜻이 둔전보다는 그 지형과 관련이 있어 높지 않은 둔덕같은 산을 의미한다는 가설과, '둔'이 한자어가 아닌 고유어로서 마을에 대치(代置)되는 뜻이라는 가설이 존재한다.